# Alton Priors
Alton Priors är en by i civil parish Alton, i distriktet Wiltshire, i grevskapet Wiltshire, i England. Byn är belägen 11 km från Marlborough. Alton Priors var en civil parish 1866–1934 när blev den en del av Alton. Civil parish hade 172 invånare år 1931. Byn nämndes i Domedagsboken (Domesday Book) år 1086, och kallades då Awltone.